# Ассасины
Ассаси́ны (перс. حَشّاشین‎, араб. الحشَّاشين‎) — члены религиозно-военизированного формирования отдельного государства исмаилитов-низаритов, активного в XI−XIII веках. Базировались в горах современных Ирана и Сирии. Для достижения своих целей действовали скрытно, избегая открытых конфликтов, тем самым доставляли множество проблем политическим оппонентам своего времени.

## Этимология наименования
Употребление слова хашишийа по отношению к низаритам прослеживается в письменных источниках с начала XII века. К этому времени относится обострение полемики между двумя течениями исмаилизма — низаритами и утвердившимися в фатимидском Египте мусталитами. В одном из сочинений, написанных в правление фатимидского халифа аль-Амира, в 1122 году, сирийские низариты были впервые названы хашишийа. Термин был снова употреблён по отношению к ним в сельджукской хронике Нусрат аль-фатра (1183), равно как и в трудах историков Абу Шамы (ум. 1267) и Ибн Муйассара (ум. 1278). Персидские низариты аламутского периода также назывались хашиши в зайдитских сочинениях. Во всех названных источниках нет обвинений в употреблении низаритами гашиша; слово хашишийа использовалось в уничижительных значениях «чернь, низшие классы» и «неверующие социальные парии».
К началу XII века относятся первые столкновения низаритов с крестоносцами. Со времён главы сирийских низаритов Рашид ад-Дина Синана (1163—1193) в сочинениях западных летописцев и путешественников появляется термин ассасин, производный от хашиши. Предполагается и другое происхождение слова — от арабского хасанийун, означающего «хасаниты», то есть последователи Хасана ибн Саббаха.
Согласно Л. Васильеву, название происходит от искаженного «гашашины» в связи с применением ими гашиша.

## Обзор истории низаритов

### Ранний шиизм и его ответвления
После смерти Мухаммеда, когда поднялся вопрос о том, кто станет главой мусульманской общины, а значит, по тем временам весьма большого и могущественного государства, исламская умма претерпела раскол на два враждующих лагеря: суннитов и шиитов.
Часть мусульман выступала за то, что власть должна принадлежать только прямым потомкам пророка Мухаммеда, то есть прямым потомкам Али ибн Абу Талиба, двоюродного брата пророка, женатого на Фатиме, любимой дочери Мухаммеда. По их мнению, близкое родство с пророком Мухаммедом делало потомков Али единственно достойными правителями исламского государства. Отсюда пошло название шиитов — «ши’ат Али» («партия Али»).
Шииты, находившиеся в меньшинстве, нередко подвергались гонениям со стороны суннитского правящего большинства, поэтому они были часто вынуждены находиться в подполье. Разрозненные шиитские общины были изолированы друг от друга, контакты между ними были сопряжены с величайшими сложностями, а нередко — и угрозой для жизни. Часто члены отдельных общин, находясь рядом, не подозревали о соседстве единоверцев-шиитов, так как принятая у них практика позволяла шиитам скрывать свои истинные взгляды.
Шииты по своим убеждениям были имамитами, считавшими, что рано или поздно мир возглавит прямой потомок четвёртого халифа Али. Имамиты верили, что когда-нибудь воскреснет один из ранее живших законных имамов, чтобы восстановить попранную суннитами справедливость. Главное направление в шиизме основывалось на вере в то, что в качестве воскресшего имама выступит двенадцатый имам, Мухаммед Ибн Аль-Хасан (Абуль-Касым, бен Аль-Хосан), появившийся в Багдаде в IX веке и бесследно исчезнувший в 941 году. Большая часть шиитов свято верила в то, что именно Абуль-Касым являлся «скрытым имамом», которому в будущем предстоит вернуться в человеческий мир в виде мессии-махди («скрытый имам»—спаситель). Последователи двенадцатого имама впоследствии стали называться «двунадесятниками».
Примерно по этому же принципу формировались и остальные ответвления в шиизме. «Пятиричники» — верили в культ пятого имама Зейда ибн Али, внука шиитского имама-Хусейна. В 740 году Зейд ибн Али поднял шиитское восстание против Омейядского халифа и погиб в бою, сражаясь в первых рядах повстанческой армии. Позднее пятиричники разделились на три мелких ответвления, признававших право имамата за теми или иными потомками Зеида ибн Али.
Параллельно с зейдидами (пятиричниками), в конце VIII века зародилось движение исмаилитов, впоследствии получившее широкий отклик в исламском мире.
В X веке исмаилитами был основан Фатимидский халифат. К этому времени исмаилитское влияние распространилось на Северную Африку, Палестину, Сирию, Ливан, Йемен, Сицилию, а также на священные для мусульман города Мекку и Медину. Однако в остальном исламском мире, включая ортодоксальных шиитов, исмаилитов считали опаснейшими еретиками и при любом удобном случае жестоко преследовали.

### Хасан ибн Ас-Саббах

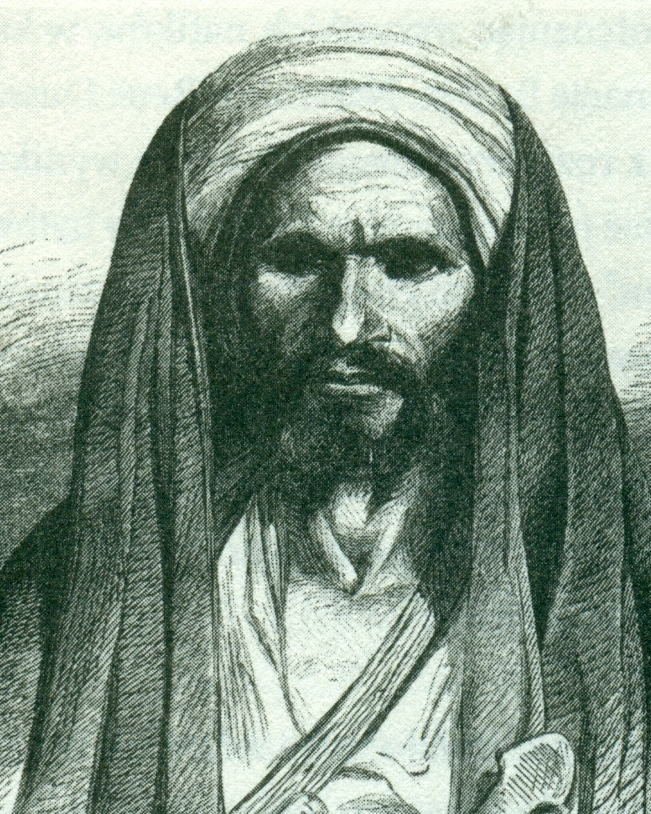
Хасан ибн Саббах

Хасан ибн Саббах, примкнувший к исмаилитам в молодости, а позднее побывавший в Каире, столице Фатимидского халифата, приобрёл необходимые знания и опыт проповедника (да’и). В 1080-е он постепенно сплотил вокруг себя большое число почитателей, учеников и последователей. В 1090 году им удалось без боя овладеть крепостью Аламут неподалёку от Казвина, в горных районах Западной Персии. В последующие годы сторонники Саббаха захватили или получили ряд крепостей в долине Рудбар и Кумисе, городов в Кухистане, а также несколько замков на западе — в горных районах Ливана и Сирии. Со временем было создано исмаилитское государство, история которого была прервана в 1256 году монгольским завоеванием.
Ибн Ас-Саббах установил в Аламуте для всех без исключения суровый образ жизни. Первым делом он демонстративно, в период мусульманского поста Рамадан, отменил на территории своего государства все законы шариата. За малейшее отступление грозила смертная казнь. Он наложил строжайший запрет на любое проявление роскоши. Ограничения касались всего: пиров, потешной охоты, внутреннего убранства домов, дорогих нарядов и т. п. Суть сводилась к тому, что в богатстве терялся всякий смысл. Зачем оно нужно, если его нельзя использовать? На первых этапах существования Аламутского государства Ибн Ас-Саббаху удалось создать нечто, похожее на средневековую утопию, которой не знал исламский мир и о которой даже не задумывались европейские мыслители того времени. Таким образом, он фактически свел на нет разницу между низшими и высшими слоями общества. По мнению некоторых историков, государство исмаилитов-низаритов сильно напоминало коммуну, с той разницей, что власть в ней принадлежала не общему совету вольных тружеников, а всё-таки авторитарному духовному лидеру-вождю.
Сам ибн Саббах подавал своим приближенным личный пример, до конца своих дней ведя чрезвычайно аскетичный образ жизни. В своих решениях он был последователен и, если требовалось, бессердечно жесток. Он приказал казнить одного из своих сыновей лишь по подозрению в нарушении им установленных законов.
Объявив о создании государства, ибн Саббах отменил все сельджукидские налоги, а вместо них приказал жителям Аламута строить дороги, рыть каналы и возводить неприступные крепости. По всему миру его агенты-проповедники скупали редкие книги и манускрипты, содержавшие различные знания. Ибн Саббах приглашал или похищал в свою крепость лучших специалистов различных областей науки, начиная от инженеров-строителей, заканчивая медиками и алхимиками. Хашшашины смогли создать систему фортификаций, которая не имела себе равных, а концепция обороны вообще на несколько веков опередила свою эпоху. Сидя в своей неприступной горной крепости, Ибн Саббах отправлял убийц-смертников по всему государству Сельджукидов. Но к тактике террористов-самоубийц ибн Саббах пришёл не сразу. Существует легенда, согласно которой он принял такое решение благодаря случаю.
Во всех концах исламского мира по поручению ибн Саббаха, рискуя собственной жизнью, действовали многочисленные проповедники его учения. В 1092 году в городе Сава, расположенном на территории Сельджукидского государства, проповедники хашшашинов убили муэдзина, опасаясь, что тот выдаст их местным властям. В отместку за это преступление, по приказу Низама аль-Мулька, главного визиря сельджукидского султана, предводителя местных исмаилитов схватили и предали медленной мучительной смерти. После казни его тело показательно проволокли по улицам Савы и на несколько дней вывесили труп на главной базарной площади. Эта казнь вызвала взрыв негодования и возмущения в среде хашшашинов. Возмущённая толпа жителей Аламута подошла к дому своего духовного наставника и правителя государства. Легенда гласит о том, что ибн Саббах поднялся на крышу своего дома и громогласно произнёс: «Убийство этого шайтана предвосхитит райское блаженство!»
Не успел Ибн Саббах спуститься в свой дом, как из толпы выделился молодой человек по имени Бу Тахир Аррани и, опустившись на колени перед Саббахом, изъявил желание привести в исполнение вынесенный смертный приговор, даже если при этом придётся заплатить его собственной жизнью.
Небольшой отряд хашшашинов, получив благословение от своего духовного лидера, разбился на мелкие группы и двинулся в сторону столицы государства Сельджукидов. Ранним утром 10 октября 1092 года Бу Тахир Аррани каким-то способом умудрился проникнуть на территорию дворца визиря. Спрятавшись в зимнем саду, он терпеливо ожидал свою жертву, прижав к груди огромный нож, лезвие которого было предварительно смазано ядом. Ближе к полудню на аллее появился человек, одетый в очень богатые одеяния. Аррани никогда не видел визиря, но, судя по тому, что человека, идущего по аллее, окружало большое количество телохранителей и рабов, убийца решил, что это мог быть только визирь. За высокими, неприступными стенами дворца телохранители чувствовали себя слишком уверенно, и охрана визиря воспринималась ими как не более чем ежедневная ритуальная повинность. Аррани воспользовался утратой бдительности стражников. Улучив удобный момент, он подскочил к визирю и нанёс ему, по меньшей мере, три удара отравленным ножом. Стража подоспела слишком поздно. Прежде чем убийца был схвачен, визирь уже извивался в предсмертных судорогах. Стража практически растерзала Аррани, но смерть Низама аль-Мулька стала символическим сигналом к штурму дворца. Хашшашины окружили и подожгли дворец визиря.
Смерть главного визиря государства Сельджукидов повлекла за собой настолько сильный резонанс во всем исламском мире, что это невольно подтолкнуло Ибн Саббаха к очень простому, но, тем не менее, гениальному выводу: можно выстроить весьма эффективную оборонительную доктрину государства и, в частности, движения исмаилитов-низаритов, не затрачивая значительные материальные средства на содержание большой регулярной армии. Необходимо было создать свою «спецслужбу», в задачи которой входило бы устрашение и показательное устранение тех, от кого зависело принятие важных политических решений; спецслужбу, которой ни высокие стены дворцов и замков, ни огромная армия, ни преданные телохранители не могли бы ничего противопоставить, чтобы защитить потенциальную жертву.
Прежде всего, следовало наладить механизм сбора достоверной информации. К этому времени у Ибн Саббаха во всех уголках исламского мира уже действовало бесчисленное количество проповедников, которые регулярно сообщали ему обо всех происходящих событиях. Однако новые реалии требовали создания разведывательной организации качественно иного уровня, агенты которой имели бы доступ к высшим эшелонам власти. Хашшашины одни из первых ввели понятие «вербовка». Имам — вождь исмаилитов — обожествлялся, преданность единоверцев Ибн Саббаху делала его непогрешимым; его слово было больше чем закон, его воля воспринималась как проявление божественного разума. Исмаилит, входящий в разведывательную структуру, почитал выпавшую на него долю как проявление высочайшей милости Аллаха. Ему внушалось, что он появился на свет лишь для выполнения своей «великой миссии», перед которой меркнут все мирские соблазны и страхи.
Благодаря фанатичной преданности своих агентов, Ибн Саббах был информирован обо всех планах врагов исмаилитов — правителей Шираза, Бухары, Балха, Исфахана, Каира и Самарканда. Однако организация террора была немыслима без создания продуманной технологии подготовки профессиональных убийц, безразличие к собственной жизни и пренебрежительное отношение к смерти которых делало их практически неуязвимыми.
В своей штаб-квартире в горной крепости Аламут, Ибн Саббах создал настоящую школу по подготовке разведчиков и диверсантов-террористов. К середине 90-х гг. XI века Аламутская крепость стала лучшей в мире академией по подготовке тайных агентов узкого профиля. Действовала она крайне просто, тем не менее, достигаемые ею результаты были весьма впечатляющи. Ибн Саббах сделал процесс вступления в орден очень сложным. Примерно из двухсот кандидатов к завершительной стадии отбора допускали максимум пять-десять человек. Перед тем, как кандидат попадал во внутреннюю часть замка, ему сообщалось о том, что после приобщения к тайному знанию обратного пути из ордена у него быть не может.
Одна из легенд гласит о том, что Ибн Саббах, будучи человеком разносторонним, имевшим доступ к разного рода знаниям, не отвергал чужого опыта, почитая его как желанное приобретение. Так, при отборе будущих террористов, он воспользовался методикой древних китайских школ боевых искусств, в которых отсеивание кандидатов начиналось задолго до первых испытаний. Молодых юношей, желавших вступить в орден, держали перед закрытыми воротами от нескольких суток до нескольких недель. Только самых настойчивых приглашали во внутренний двор. Там их заставляли несколько дней впроголодь сидеть на холодном каменном полу, довольствуясь скудными остатками пищи и ждать, порой под ледяным проливным дождем или снегопадом, когда их пригласят войти внутрь дома. Время от времени на внутреннем дворе перед домом Ибн Саббаха появлялись его адепты из числа прошедших первую степень посвящения. Они всячески оскорбляли, даже избивали молодых людей, желая проверить, насколько сильно и непоколебимо их желание вступить в ряды хашшашинов. В любой момент молодому человеку позволялось подняться и уйти восвояси. Лишь прошедшие первый круг испытаний допускались в дом Великого Владыки. Их кормили, отмывали, переодевали в добротную, теплую одежду… Для них начинали приоткрывать «врата иной жизни».
То же предание гласит о том, что хашшашины, силой отбив труп своего товарища, Бу Тахира Аррани, похоронили его по мусульманскому обряду. По приказу Ибн Саббаха на воротах крепости Аламут была приколочена бронзовая табличка, на которой было выгравировано имя Бу Тахира Аррани, а напротив него, имя его жертвы — главного визиря Низама аль-Мулька. С годами эту бронзовую табличку пришлось увеличить в несколько раз, так как список стал составлять уже сотни имен визирей, князей, мулл, султанов, шахов, маркизов, герцогов и королей.
Хашшашины отбирали в свои боевые группы физически сильных молодых людей. Предпочтение отдавалось сиротам, поскольку от хашшашина требовалось навсегда порвать с семьёй. После вступления в секту его жизнь всецело принадлежала «Старцу Горы», как называли Великого Владыку. Правда, в секте хашшашинов они не находили решения проблем социальной несправедливости, зато «Старец Горы» гарантировал им вечное блаженство в райских садах взамен отданной реальной жизни.
Ибн Саббах придумал довольно простую, но чрезвычайно эффективную методику подготовки так называемых «фидаинов». «Старец Горы» объявил свой дом «храмом первой ступени на пути в Рай». Существует ошибочное мнение, что кандидата приглашали в дом Ибн Саббаха и одурманивали гашишем, отчего и пошло название хашшашин. Как уже говорилось выше, на самом деле, в ритуальных действах низаритов практиковался опиумный мак. А приверженцев Саббаха прозвали «гашишшинами», то есть «травоедами», намекая на характерную для низаритов бедность. Итак, погруженного в глубокий наркотический сон, вызванный опиатами, будущего фидаина переносили в искусственно созданный «райский сад», где его уже ожидали смазливые девы, реки вина и обильное угощение. Окружая растерянного юношу похотливыми ласками, девушки выдавали себя за райских девственниц-гурий, нашёптывая будущему хашшашину-смертнику, что он сможет сюда вернуться, как только погибнет в бою с неверными. Спустя несколько часов ему опять давали наркотик и, после того как он вновь засыпал, переносили обратно. Проснувшись, адепт искренне верил в то, что побывал в настоящем раю. С первого мига пробуждения реальный мир терял для него какую-либо ценность. Все его мечты, надежды, помыслы были подчинены единственному желанию вновь оказаться в «райском саду», среди столь далеких и недоступных сейчас прекрасных дев и угощений.
Стоит заметить, что речь идёт об XI веке, нравы которого были настолько суровы, что за прелюбодеяние могли просто-напросто забить камнями. А для многих малоимущих мужчин, ввиду невозможности заплатить калым за невесту, женщины были просто недосягаемой роскошью.
«Старец Горы» объявил себя по сути и фактически пророком. Для хашшашинов он был ставленником Аллаха на земле, глашатаем его священной воли. Ибн Саббах внушал своим адептам, что они могут попасть в райские сады, минуя чистилище, лишь при одном условии: приняв смерть по его непосредственному приказу. Он не переставал повторять изречение в духе пророка Мухаммеда: «Рай покоится в тени сабель». Таким образом, хашшашины не только не боялись смерти, но страстно её желали, ассоциируя её с долгожданным раем.
Вообще, Ибн Саббах был мастером фальсификации. Иногда он использовал не менее эффективный приём убеждения или, как сейчас называют, «промывания мозгов». В одном из залов Аламутской крепости, над скрытой ямой в каменном полу, было установлено большое медное блюдо с аккуратно вырезанной по центру окружностью. По приказу Ибн Саббаха, один из хашшашинов прятался в яме, просовывая голову через вырезанное в блюде отверстие, так что со стороны, благодаря искусному гриму, казалось, будто бы она отсечена. В зал приглашали молодых адептов и демонстрировали им «отсеченную голову». Неожиданно из темноты появлялся сам Ибн Саббах и начинал совершать над «отсеченной головой» магические жесты и произносить на «непонятном, потустороннем языке» таинственные заклинания. После этого «мёртвая голова» открывала глаза и начинала говорить. Ибн Саббах и остальные присутствующие задавали вопросы относительно рая, на которые «отсечённая голова» давала более чем оптимистические ответы. После того, как приглашённые покидали зал, помощнику Ибн Саббаха отрубали голову по-настоящему, и на следующий день выставляли её напоказ перед воротами Аламута.
Кроме «идеологической подготовки», хашшашины очень много времени проводили в ежедневных изнурительных тренировках. Будущий хашшашин-смертник был обязан прекрасно владеть всеми видами оружия: метко стрелять из лука, фехтовать на саблях, метать ножи и сражаться голыми руками. Он должен был превосходно разбираться в различных ядах. «Курсантов» школы убийц заставляли по много часов и в зной, и в лютую стужу сидеть на корточках или неподвижно стоять, прижавшись спиной к крепостной стене, чтобы выработать у будущего «носителя возмездия» терпение и силу воли. Каждого хашшашина-смертника готовили для «работы» в строго определённом регионе. В программу его обучения входило также изучение языка того государства, в котором его могли задействовать.
Особое внимание уделялось актёрскому мастерству — талант перевоплощения у хашшашинов ценился не меньше, чем боевые навыки. При желании они умели изменяться до неузнаваемости. Выдавая себя за бродячую цирковую группу, монахов средневекового христианского ордена, лекарей, дервишей, восточных торговцев или местных дружинников, хашшашины пробирались в самое логово врага, чтобы убить там свою жертву. Как правило, после выполнения приговора, вынесенного «Старцем Горы», хашшашины даже не пытались скрыться с места покушения, с готовностью принимая смерть или убивая себя самостоятельно. Саббахиты, или «люди горных крепостей», как часто называли хашшашинов, даже находясь в руках палача и подвергаясь изуверским средневековым пыткам, пытались сохранять улыбки на своих лицах.
Слухи о «Старце Горы» очень быстро распространились далеко за пределы исламского мира. Многие из европейских правителей платили дань, желая избежать его гнева. Ибн Саббах рассылал по всему средневековому миру своих убийц, никогда не покидая, впрочем, как и его последователи, своего горного убежища. В Европе предводителей хашшашинов в суеверном страхе называли «горными шейхами», часто даже не подозревая, кто именно сейчас занимает пост Верховного Владыки. Почти сразу после образования ордена, Ибн Саббах смог внушить всем правителям, что от его гнева невозможно укрыться. Осуществление «акта божьего возмездия» — это лишь вопрос времени.
Организация, созданная Ибн Саббахом, имела строгое иерархическое построение. В самом низу находились рядовые члены — «фидаины» — исполнители смертных приговоров. Они действовали в слепом повиновении и, если умудрялись выжить несколько лет, повышались до следующего звания — старшего рядового или «рафика». Следующим в иерархической пирамиде хашшашинов было звание «даи». Непосредственно через даи передавалась воля «Старца Горы». Продолжая продвигаться по иерархической лестнице, теоретически можно было подняться и до статуса «дай аль-кирбаль», которые подчинялись только скрытому от посторонних глаз, таинственному «Шейху аль-Джабалю», то есть самому «Старцу Горы» — Великому Владыке ордена хашшашинов и главе исмаилитского государства Аламут — шейху Хассану I ибн Саббаху.
Нельзя не заметить, что хашшашины своим примером вдохновили многие тайные общества Востока и Запада. Европейские ордены подражали хашшашинам, перенимая у них методику жёсткой дисциплины, принципы повышения в ранге, технику знаков отличия, эмблем и символов.

### Ассасины и крестоносцы
26 ноября 1095 года Папа римский Урбан II на церковном соборе в Клермоне призвал к началу крестового похода по освобождению Иерусалима и Палестины из-под власти мусульман турок-сельджуков.
В августе 1096 года в направлении Ближнего Востока из разных частей Европы двинулись четыре колонны рыцарей-крестоносцев. Из южной Франции — под предводительством Раймонда Тулузского, из Италии — под предводительством норманнского князя Боэмунда Тарентского, из Нормандии — под руководством герцога Нормандского Роберта, из Лотарингии — во главе с Годфруа де Бульоном, более известным как Готфрид Бульонский. Соединившись в Константинополе, войска крестоносцев переправились в Малую Азию и захватили города Никея, Эдесса и Антиохия. 15 июля 1099 года, после кровопролитной осады, был взят Иерусалим. Таким образом, в результате Первого крестового похода, который длился три года, на Ближнем Востоке образовалось несколько христианских государств: Королевство Иерусалимское, возглавляемое Готфридом Бульонским, Антиохийское княжество, графства Триполийское и Эдесское.
Римско-католическая церковь обещала участникам похода отпущение всех грехов. Нищие европейские бароны, авантюристы и разбойники разного сорта, привлекаемые несметными сокровищами богатого Востока, создавали временные союзы и коалиции, которые никогда не отличались особой прочностью. Именно в этот период во многие европейские языки вошло слово «ассасин», которое приобрело значение «наёмный убийца».

### Старец Горы
Согласно Фархаду Дафтари следует различать исмаилитов-низаритов Сирии и исмаилитов-низаритов Персии (Иран). Мусульманские источники не употребляли прозвище крестоносцев «Старец Горы» относительно главы государства исмаилитов.
Но и Аль-Муалим не сидел на месте.
По мнению Фархада Дафтари, изучившего (по его словам) недоступные до начала XX века источники исмаилитов, «Хасан ас-Саббах при жизни получил от своих единоверцев прозвище „Наш Господин“ („Саййидна“)». А «Низаритское государство периода Аламута управлялось последовательно тремя да’и и пятью имамами, обычно именуемыми в персидских источниках „владетелями Аламута“».
Выражение «Старец Горы» использовали крестоносцы и средневековые европейские хронисты применительно к исмаилитам-низаритам Сирии.
Арнольд Любекский в «Славянскую Хронику» вставляет описания Бурхарда, викария Страсбурга, ошибочно именуемого им Герхардом:
«А теперь дадим слово самому Герхарду:
…
Замечу, что в землях Дамаска, Антиохии и Алеппо живёт в горах некий сарацинский народ, который на своём языке называется ассассины, а у романских народов зовётся людьми Горного Старца. Эти люди живут без всякого закона, вопреки сарацинскому обычаю едят свиное мясо и живут со всеми женщинами без разбору, в том числе с самыми близкими родственницами. Они обитают в горах и считаются непобедимыми, ибо укрываются в чрезвычайно укреплённых замках. Земля их не слишком плодородна, и они живут в основном за счёт скотоводства. Они имеют меж собой повелителя, который внушает сильный страх всем сарацинским князьям, и ближним, и дальним, а также соседним христианским правителям, ибо имеет обыкновение убивать их удивительным образом. Вот как это происходит».
Вероятно апологет исмаилизма низаритов, но не исмаилизма мусталитов (?) Фархад Дафтари в современных условиях информационных войн «льёт воду на свою мельницу» и действует по партийному указанию: «Рассказ Арнольда Любекского важен в нескольких отношениях. Во-первых, косвенным указанием на его собственные сомнения по поводу достоверности поступивших ему сведений. Подчёркивая надёжность своих источников, Арнольд удостоверял, что реалистичность рассказываемого в легендах об ассасинах не подвергалась сомнению крестоносцами, что, естественно, способствовало последующей разработке и активному распространению этих выдумок в средневековой Европе».
Не может быть никаких сомнений в том, что Фархад Дафтари не читал «Славянскую Хронику» Арнольда Любекского, где в книге VII, 8 автор говорит не от себя, а цитирует, даёт слово Герхарду Страсбургскому (ошибка Арнольда Любекского — правильно Бурхарту Страсбургскому). Но для Фархада Дафтари в этом случае существует не один источник — Бурхарт Страсбургский, а два: Бурхарт Страсбургский и Арнольд Любекский.
Описания деяний «горного старца» Персии в Аламуте находим у Марко Поло: «Всё, что Марко рассказывал, то и вам передам; а слышал он об этом от многих людей. Старец по-ихнему назывался Ала-один». Здесь имеется в виду не последний «Старец Горы» в понимании хрониста, а предпоследний имам исмаилитов-низаритов Персии Ала ад-Дин Мухаммад III (правил 1221—1255). В этом случае персидский политический деятель Рашид-ад-Дин, еврей, принявший ислам суннитского толка, хотя его дед находился в окружении последнего имама исмаилитов-низаритов Рукн ад-Дина Хуршаха в крепости Аламут, не упоминает о «Старце Горы», но использует понятия «государь» и «правитель»: «Хуршах, государь еретиков».
Лев Гумилёв считал исмаилитов друзьями тамплиеров. По его мнению, повелители ассасинов прятались в горных замках, а убийцы шли на сознательную жертву. Гумилёв называл Хасана Саббаха «гениальным злодеем», который изобрел особую форму геноцида только талантливых людей. Таким образом этнос стал беззащитным и погиб в 1253 году во время ближневосточного похода монголов. Первым был захвачен замок Аламут, правитель которого Хуршах в 1256 году сдался Хулагу. Хулагу отправил пленника в Монголию, где Мункэ приказал убить Хуршаха.

### Низариты после Ибн Саббаха
Хассан ибн Саббах умер в 1124 году в возрасте 73 лет. После себя он оставил радикальную религиозную идеологию и тесно сплетённую сеть хорошо укреплённых горных крепостей, управляемых его фанатичными сторонниками. Государство Ибн Саббаха смогло просуществовать ещё 132 года.
Пик влияния хашшашинов приходится на конец XII века. Это связано с возвышением государства турок-мамлюков во главе с султаном Юсуфом ибн Айюбом по прозвищу «Салах ад-Дин». С лёгкостью захватив Фатимидский халифат, с которым у крестоносцев был заключён длительный мирный договор, Салах ад-Дин объявил себя единственным истинным защитником ислама. Отныне ближневосточным христианским государствам крестоносцев угрожала опасность с юга. Длительные переговоры с Салах ад-Дином, который видел своё предназначение в том, чтобы изгнать христиан с мусульманского Востока, не привели к существенным результатам. С 1171 года для крестоносцев начинается тяжелейший период войн с Салах ад-Дином.
Малочисленные, фактически отрезанные от остального христианского мира, ослабленные междоусобными распрями, крестоносцы не могли продолжать экспансию на мусульманские земли. Иерусалимское королевство подвергалось одной атаке за другой. В такой безвыходной ситуации им не оставалось ничего иного, как заключить союз с хашшашинами. Богатые феодалы крестоносцев щедро оплачивали услуги хашшашинов. Многие арабские аристократы и военачальники пали от кинжалов убийц-хашшашинов в этот период. Даже самому Салах ад-Дину пришлось пережить несколько покушений, после которых он остался жив. Однако союз крестоносцев и хашшашинов не просуществовал долго. Ограбив исмаилитских купцов, король Иерусалимского королевства Конрад Монферратский подписал себе смертный приговор. После этого хашшашины стали отправлять убийц в оба лагеря. Доподлинно известно, что за этот период от рук хашшашинов погибли: шесть визирей, три халифа, десятки городских правителей и духовных лиц, несколько европейских правителей, такие как Раймунд II, Конрад Монферратский, герцог Баварский, а также видный общественный деятель, персидский учёный Абд уль-Махасин, вызвавший гнев «Старца Горы» своей резкой критикой в адрес хашшашинов.

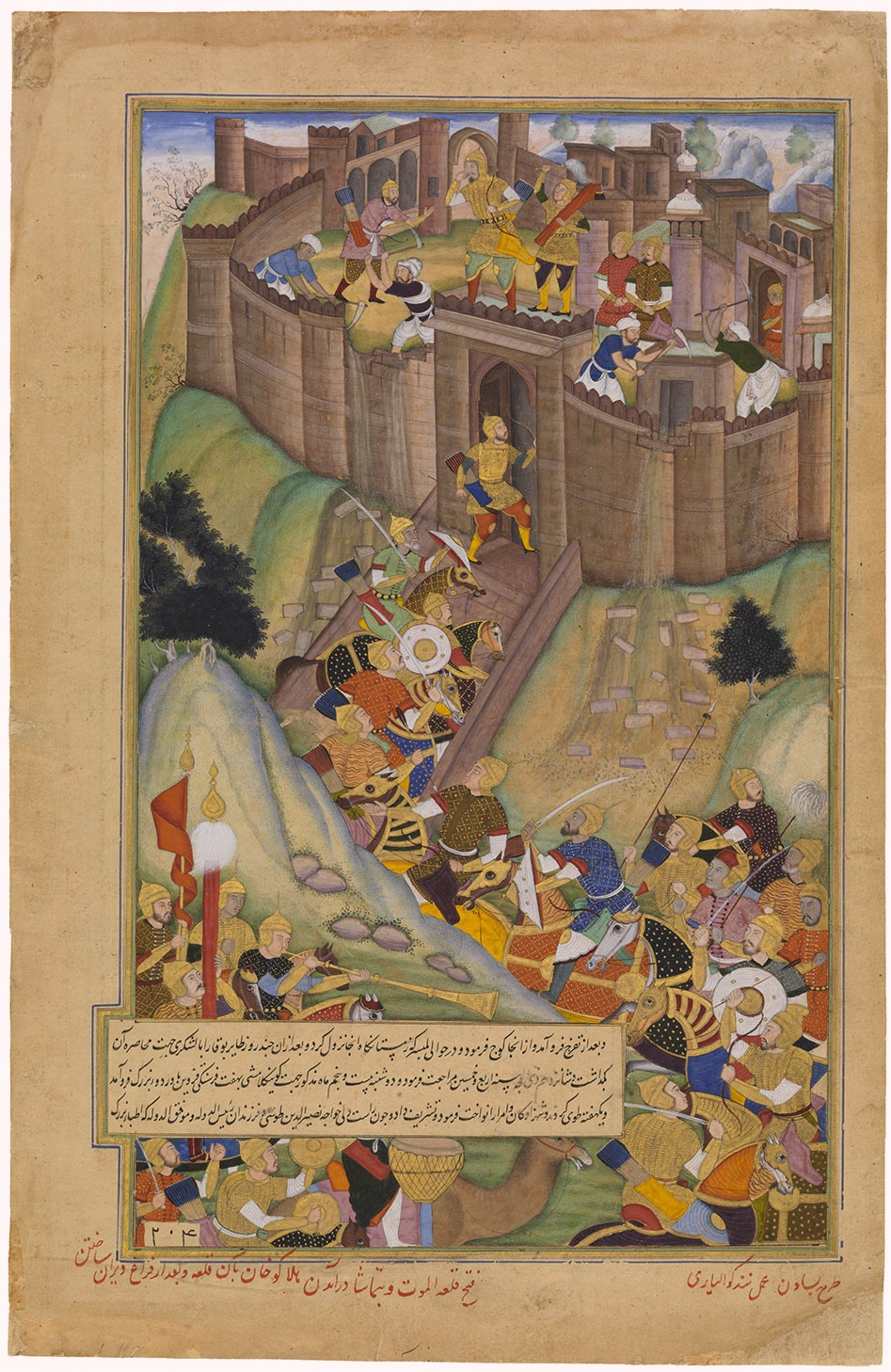
Басаван. Хулагу разрушает крепость Аламут. Персидская миниатюра, ок. 1596 г. Музей искусства Вирджинии.

Когда государство низаритов достигло пика своего могущества, оно уже сильно отличалось от того, что заложил Ибн Саббах. Из средневековой коммуны государство Аламут фактически превратилось в наследственную монархию с узаконенной родовой передачей власти. Из среды высших чинов ордена выделилась своя феодальная знать, которая больше тяготела к суннитским вольностям, чем к шиитскому аскетизму. Новая знать предпочитала общественный порядок, в котором роскошь и богатство не считались пороком. Расстояние между простыми слоями населения Аламута и феодальной знатью всё больше увеличивалось. По этой причине желающих жертвовать собой находилось всё меньше и меньше.
После смерти Ибн Саббаха его преемники не смогли расширить владения государства. Провозглашенные Ибн Саббахом лозунги остались невыполнимыми. Государство хашшашинов начали раздирать острые внутренние кризисы, и его былая мощь стала сходить на нет. Хотя хашшашины пережили государство Сельджукидов, возвышение и падение великой Хорезмской державы, основания и крушения ближневосточных государств крестоносцев, государство Аламут неминуемо приближалось к своему закату.
Падение Фатимидского халифата остро отразилось на стабильности Аламута. Салах ад-Дин, превратив Фатимидский халифат в государство мусульман-мамлюков, стал атаковать не только крестоносцев. В конце XII века турки-мамлюки во главе с Салах ад-Дином стали вторгаться в сирийские владения хашшашинов, а с востока уже наступали армии монголов. Но несмотря на оказываемое на них со стороны Салах ад-Дина давление, хашшашины всё ещё продолжали действовать. Занимавший в то время пост Шейха аль-Джабаля Рашид ад-Дин ас-Синан был достаточно умным и сильным политиком, которому удавалось за счёт ловкого лавирования между католиками и суннитами поддерживать суверенитет низаритского государства.
В 1250-х войска Хулагу, внука Чингисхана, вторглись в районы Западной Персии. Ослабленное государство исмаилитов пало практически без боя. Позднее, в 1273 году, египетский султан Бейбарс I уничтожил последнее убежище хашшашинов в горных районах Сирии.
Официально секта хашшашинов прекратила своё существование в 1256 году, после того, как пали крепости Аламут и Меймундиз.
В главе XLIII «Книги о разнообразии мира» Марко Поло допущена неточность в дате и имени последнего «Старца Горы» (имама ассасинов): «Так-то был взят и убит старец Ала-один вместе со всеми своими; с тех пор и поныне нет более ни старца, ни ассасинов. Кончились и владычество старца, и злые дела, что творил он в старину».
Последним имамом ассасинов, которого монголы убили после сдачи их важнейшей крепости Аламут, был не Ала ад-Дин Мухаммед III (правил 1221—1255), а его сын Рук ад-Дин Хуршах (правил 1255—1256).
В русском переводе «Сборника летописей» Рашид-ад-Дин называет исмаилитов еретиками, но не ассасинами: «Время господства исмаилитов в здешнем краю продолжалось сто семьдесят семь лет с начала [своего в] 477 году [1084/85], на что намекает слово Аламут, и до конца — 1 числа месяца зи-л-ка’дэ лета 654 [20 XI 1256]. Число их правителей — 8, в следующем перечислении и порядке:
1. Хасан ибн Али ибн Мухаммед ас-Саббах ал-Химьяри.
2. Кийа Бузург-Умид
3. Мухаммед [сын] Бузург-Умида
4. Имам Хасан Ала Зикрихи’с-Салам
5. Имам Нур ад-Дин Мухаммад
6. Имам Джалал ад-Дин Хасан
7. Имам Ала ад-Дин Мухаммад
8. Имам Рукн-ад-дин Хуршах сын Ала ад-Дина, на котором могущество пресеклось»[5].

Хашшашины, как и прежде, у истоков своего зарождения, были вынуждены рассеяться по горам и уйти в подполье, они больше не восстановили своего могущества. Однако исмаилитское движение продолжило своё существование. В XVIII веке иранский шах официально признал исмаилизм течением шиизма. Нынешний прямой потомок последнего «Старца Горы» — принц Ага-хан IV, в 1957 году принял главенство над исмаилитами.

## Мифы об ассасинах
Легенда об ассасинах, распространившаяся в Европе в изложении венецианского путешественника Марко Поло, в общих чертах сводилась к следующему:
В стране Мулект в старину жил горный старец Алах-оддин, устроивший в неком укромном месте роскошный сад по образу и подобию мусульманского рая. Юношей от двенадцати до двадцати лет он спаивал, и в сонном состоянии переносил в этот сад, где они проводили целый день, забавляясь с местными женами и девами, а к вечеру их снова спаивали и переносили обратно ко двору. После этого юноши «были готовы и на смерть, лишь бы только попасть в рай; не дождутся дня, чтобы идти туда… Захочет старец убить кого-нибудь из важных или вообще кого-нибудь, выберет он из своих ассасинов и куда пожелает, туда и шлет его. А ему говорит, что хочет послать его в рай и шел бы он поэтому туда-то и убил бы таких-то, а как сам будет убит, то тотчас же попадет в рай. Кому старец так прикажет, охотно делал всё, что мог; шел и исполнял всё, что старец ему приказывал».
В переводе на русский язык «Книги о разнообразии мира» Марко Поло (Главы XLI, XLII, XLIII)
нет ни слова об употреблении гашиша: «сперва их напоят, сонными брали и вводили в сад; там их будили».
Марко Поло не конкретизирует название средства, однако французские писатели-романтики середины XIX в. (см. Клуб ассасинов) были уверены, что это гашиш. Именно в таком ключе пересказывает легенду о горном старце граф Монте-Кристо в одноимённом романе Александра Дюма. По его словам, старец «приглашал избранных и угощал их, по словам Марко Поло, некоей травой, которая переносила их в Эдем, где их ждали цветущие растения, спелые плоды, юные девы. То, что эти счастливые юноши принимали за действительность, была мечта, но мечта такая сладостная, такая упоительная, такая страстная, что они продавали за неё душу и тело тому, кто её дарил им, повиновались ему, как богу, шли на край света убивать указанную им жертву и безропотно умирали мучительной смертью в надежде, что это лишь переход к той блаженной жизни, которую им сулила священная трава».
В своей книге «История религии друзов» (1838) французский востоковед Сильвестр де Саси также защищал этимологическую связь слова «ассасин» с хашшашин (употребляющий гашиш).
Таким образом была создана одна из ключевых легенд о гашише, существенно повлиявшая на его восприятие в западной культуре. Вплоть до 1960-х гг. психотропные препараты конопли воспринимались массовым сознанием как снадобье, дарующее райское блаженство, убивающее страх и возбуждающее агрессию (см. Анслингер, «Косяковое безумие»; «Лезвие бритвы» Ивана Ефремова).